# Mompha ricina
Mompha ricina é uma espécie de mariposa do gênero Mompha pertencente à família Coleophoridae.